# ليونيل ليستر
ليونيل ليستر (11 أكتوبر 1911 - 29 يوليو 1998) (بالإنجليزية: Lionel Lister)‏ هو لاعب كريكت بريطاني (وحمل سابقاً جنسية المملكة المتحدة لبريطانيا العظمى وأيرلندا).